# Medetera furcata
Medetera furcata är en tvåvingeart som beskrevs av Charles Howard Curran 1928. Medetera furcata ingår i släktet Medetera och familjen styltflugor.
Artens utbredningsområde är New York. Inga underarter finns listade i Catalogue of Life.